# Stara Moravica
Stara Moravica (srbsky Стара Моравица, maďarsky Bácskossuthfalva) je vesnice v autonomní oblasti Vojvodina v Srbsku. Administrativně je součástí opštiny Bačka Topola. V roce 2011 zde žilo 5 013 obyvatel.

## Národnostní složení
údaje z roku 2002
- Maďaři – 84,13%
- Srbové – 8,86%
- Chorvati – 1,17%